# 拉克米妮·達維·埃蘭德爾
拉克米妮·達維·埃蘭德爾（英語：Rukmini Devi Arundale，1904年2月29日—1986年2月24日），是一位印度舞蹈家、编舞者，致力于婆罗多舞的保护。同时担任印度动物福利委员会主席。1952年和1956年被提名为印度联邦院成员。1956年获得莲花装勋章。她是素食主义者，曾任国际素食联盟主席31年。